# Gródek
Gródek (in bielorusso Гарадок, traslitt. Haradok) è un comune rurale polacco del distretto di Białystok, nel voivodato della Podlachia.

## Geografia fisica
Ricopre una superficie di 430,6 km² e nel 2004 contava 5 822 abitanti. Il bielorusso è riconosciuto e tutelato nel comune come lingua della minoranza.